# Beauregard (zámek)
Zámek Beauregard (francouzsky Château de Beauregard) stojí v údolí řeky Beuvron, přítoku Loiry v obci Cellettes asi šesť kilometrů jihovýchodně od Blois v departementu Loir-et-Cher v regione Centre-Val de Loire.
Zámek patřící k "k zámkům na Loiře" byl postaven v 16. století jako venkovský zámek, který byl později majiteli důkladně přestavěn.